# Сервілізм
Сервіл́ізм (від лат. servilis)  — угодовство, рабська догідливість, підлабузницька поведінка, улесливість, прислужництво, принижування себе перед вищим чи сильнішим.
Уперше це слово увійшло в політичну термінологію в Іспанії в 1814 році, коли зневажливу назву «servile» використали для позначення прихильників кривавого та неконституційного правління Фердинанда VII.
Сучасний зміст терміна розкривають такі приклади:
- «На світі вже давно ведеться,

Що нижчий перед вищим гнеться, 
А більший меншого кусає та ще й б'є —
Затим що сила є…»
(Байка «Вовк та ягня», Леонід Глібов).
- «Вибачте, вибачте! Можливо це звучить, як сервілізм, але справа тут не в подібності зовнішньої статури, а в тій невловній для слова, зневажливій і мімозно вражливій красі, так переборщено-щедро вложеній у один фокус розміру.» (Самчук Улас Олексійович — На твердій землі)[2]